# Празька академія виконавських мистецтв
Празька академія виконавських мистецтв (чеськ. Akademie múzických umění v Praze) — вищий навчальний заклад у Празі. Заснований 1945 року.
Академія має три факультети 
- Театральний (DAMU)
- Кіно і телебачення (FAMU)
- Музичний (HAMU)

## Відомі випускники
Іва Янжурова — чеська актриса.